# Laphria flammipennis
Laphria flammipennis är en tvåvingeart som beskrevs av Walker 1861. Laphria flammipennis ingår i släktet Laphria och familjen rovflugor. Inga underarter finns listade i Catalogue of Life.